# Arenaria muscoides
Arenaria muscoides är en nejlikväxtart som beskrevs av Carl Sigismund Kunth. Arenaria muscoides ingår i släktet narvar, och familjen nejlikväxter. Inga underarter finns listade i Catalogue of Life.